# Interwetten Cup
De Interwetten Cup is een vriendschappelijk voetbaltoernooi tussen enkele professionele voetbalclubs. Het toernooi wordt georganiseerd door gokbedrijf Interwetten. Het toernooi wordt gehouden in Duitsland. De wedstrijden duren 45 minuten of tweemaal 30 minuten; als de stand gelijk is, wordt de wedstrijd beslist op penalty's. 

## 2018-1
| Wedstrijd      | Winnaar         | Uitslag | Verliezer         | Ref   |
| -------------- | --------------- | ------- | ----------------- | ----- |
| Halve Finale 1 | Rot-Weiss Essen | 1-0     | Werder Bremen     | [ 1 ] |
| Halve Finale 2 | Real Betis      | 2-0     | Huddersfield Town | [ 1 ] |
| Troostfinale   | Werder Bremen   | 1-0     | Huddersfield Town | [ 1 ] |
| Finale         | Real Betis      | 2-1     | Rot-Weiss Essen   | [ 1 ] |

## 2018-2
| Wedstrijd   | Winnaar         | Uitslag     | Verliezer    | Ref               |
| ----------- | --------------- | ----------- | ------------ | ----------------- |
| Wedstrijd 1 | Genoa           | 1-1, 4-3 ns | Swansea City | [ 2 ] [ 3 ] [ 4 ] |
| Wedstrijd 2 | 1. FC Magdeburg | 0-0, 4-2 ns | Swansea City | [ 2 ] [ 3 ] [ 4 ] |
| Wedstrijd 3 | 1. FC Magdeburg | 2-0         | Genoa        | [ 2 ] [ 3 ] [ 4 ] |

## 2019-1
| Wedstrijd      | Winnaar            | Uitslag     | Verliezer          | Ref               |
| -------------- | ------------------ | ----------- | ------------------ | ----------------- |
| Halve Finale 1 | Fortuna Düsseldorf | 4-1         | Ipswich Town       | [ 5 ] [ 6 ] [ 7 ] |
| Halve Finale 2 | FC Utrecht         | 0-0, 5-4 ns | SV Meppen          | [ 5 ] [ 6 ] [ 7 ] |
| Troostfinale   | SV Meppen          | 0-0, 3-1 ns | Ipswich Town       | [ 5 ] [ 6 ] [ 7 ] |
| Finale         | FC Utrecht         | 1-0         | Fortuna Düsseldorf | [ 5 ] [ 6 ] [ 7 ] |

## 2019-2
| Wedstrijd   | Winnaar       | Uitslag | Verliezer     | Ref         |
| ----------- | ------------- | ------- | ------------- | ----------- |
| Wedstrijd 1 | 1. FC Köln    | 3-0     | VfL Osnabrück | [ 8 ] [ 9 ] |
| Wedstrijd 2 | VfL Osnabrück | 1-0     | Werder Bremen | [ 8 ] [ 9 ] |
| Wedstrijd 3 | Werder Bremen | 1-0     | 1. FC Köln    | [ 8 ] [ 9 ] |

1. FC Köln is winnaar van het toernooi op doelsaldo

## Winnaars
| Toernooi | Winnaar         | Runner-up          |
| -------- | --------------- | ------------------ |
| 2018-1   | Real Betis      | Rot-Weiss Essen    |
| 2018-2   | 1. FC Magdeburg | Genoa              |
| 2019-1   | FC Utrecht      | Fortuna Düsseldorf |
| 2019-2   | 1. FC Köln      | Werder Bremen      |